# Witold Wenclik
Witold Wenclik (ur. 21 czerwca 1911 w Białymstoku, zm. 8 września 1993 tamże) – polski sędzia i adwokat, samorządowiec, w 1945 prezydent Białegostoku, w latach 1945–1952 poseł do Krajowej Rady Narodowej i na Sejm Ustawodawczy.

## Życiorys
Po ukończeniu liceum im. Zygmunta Augusta w rodzinnym Białymstoku studiował na Wydziale Prawa Uniwersytetu Stefana Batorego, gdzie związał się w lewicową grupą młodzieży. Jednocześnie był członkiem chrześcijańskiej korporacji akademickiej "Conradia". Do wybuchu II wojny światowej zatrudniony w sądownictwie białostockim. Podczas okupacji sowieckiej praktykował jako adwokat, kształcił się również w Wyższym Instytucie Prawnym w Mińsku. Po włączeniu Białostocczyzny w skład Prus Wschodnich w 1941 pracował jako księgowy w hucie szkła. Po wyzwoleniu Białegostoku spod okupacji niemieckiej w 1944 organizował tam polską administrację. W 1945 przez krótki okres sprawował urząd prezydenta Białegostoku, później mianowano go przewodniczącym Wojewódzkiej Rady Narodowej (1945–1950). Zakładał struktury Stronnictwa Demokratycznego na terenie województwa białostockiego. Z ramienia SD był posłem do Krajowej Rady Narodowej i Sejmu Ustawodawczego. Po odejściu z aktywnej polityki pracował jako adwokat. Był także pracownikiem centralnego aparatu partyjnego SD. 
Odznaczony m.in. Krzyżem Kawalerskim Orderu Odrodzenia Polski oraz dwukrotnie Złotym Krzyżem Zasługi. W grudniu 1983 wyróżniony Pamiątkowym Medalem z okazji 40 rocznicy powstania Krajowej Rady Narodowej.
Był żonaty z Wandą Iżele. Zmarł w 1993. Został pochowany na cmentarzu miejskim przy ul. Wysockiego w Białymstoku.